# Hell's Kitchen Italia (quarta edizione)
La quarta edizione del reality Hell's Kitchen Italia, composta da 8 puntate, è andata in onda in prima serata dal 3 ottobre al 21 novembre 2017.
Carlo Cracco è stato confermato capocuoco ed è ancora affiancato da Luca Cinacchi come maître, mentre i sous-chef sono nuovamente Sybil Carbone (seconda classificata nella prima edizione) e Mirko Ronzoni (vincitore della seconda edizione).
Le registrazioni della nuova edizione si sono tenute presso AreaExpo a Milano.
Il vincitore di questa edizione è stato Mohamed Lamnaour che si è aggiudicato un contratto come executive chef presso il JW Marriott Venice Resort & Spa, sull'isola delle Rose a Venezia. 

## Concorrenti
| Nome                         | Età | Città         | Posizione |
| ---------------------------- | --- | ------------- | --------- |
| Mohamed Lamnaour             | 31  | Oulad M'Rah   | 1º        |
| Erika Ciaccia                | 28  | Mesagne       | 2º        |
| Tommaso Olivieri             | 25  | Atessa        | 3º        |
| Andrea De Carlo              | 27  | Maglie        | 4º        |
| Lorenzo Tirabassi            | 23  | Correggio     | 5º        |
| Natascha Noia                | 28  | Udine         | 6º        |
| Enza Crucinio                | 37  | Policoro      | 7º        |
| Margherita Olivieri          | 37  | Genova        | 8º        |
| Monica Zamuner               | 49  | Milano        | 9º        |
| Andrea "André" Alessandrelli | 23  | Ancona        | 10º       |
| Luiz Ferreira                | 21  | Porto Seguro  | 11º       |
| Federica Liuzzi              | 23  | Torremaggiore | 12º       |
| Marta Sandini                | 25  | Cittadella    | 13º       |
| Ivan Artistico               | 26  | Colleferro    | 14º       |

### Tabella delle eliminazioni
| 1  |          |            |            | Mohamed    | PERD | PERD | VINC | PERD | VINC | PERD | VINC | NOM  | PERD | PERD | VINC | VINC | PERD | NOM  | VINCITORE | VINCITORE |  |  |  |  |  |  |  |
| 2  |          |            |            | Erika      | VINC | PERD | PERD | PERD | PERD | VINC | PERD | PERD | VINC | VINC | PERD | PERD | VINC | VINC | SECONDA   | SECONDA   |  |  |  |  |  |  |  |
| 3  |          |            | Tommaso    | Tommaso    | PERD | NOM  | VINC | PERD | VINC | PERD | VINC | NOM  | PERD | PERD | VINC | VINC | VINC | VINC | TERZO     | TERZO     |  |  |  |  |  |  |  |
| 4  |          |            | Andrea     | Andrea     | PERD | PERD | VINC | PERD | VINC | VINC | PERD | PERD | VINC | VINC | PERD | VINC | PERD | ELIM |           |           |  |  |  |  |  |  |  |
| 5  |          |            | Lorenzo    | Lorenzo    | PERD | PERD | VINC | PERD | VINC | NOM  | VINC | PERD | PERD | NOM  | VINC | VINC | PERD | RIT  |           |           |  |  |  |  |  |  |  |
| 6  |          | Natascha   | Natascha   | Natascha   | VINC | PERD | PERD | PERD | PERD | VINC | PERD | PERD | VINC | VINC | PERD | ELIM |      |      |           |           |  |  |  |  |  |  |  |
| 7  |          | Enza       | Enza       | Enza       | VINC | PERD | PERD | PERD | PERD | VINC | PERD | PERD | VINC | VINC | ELIM |      |      |      |           |           |  |  |  |  |  |  |  |
| 8  |          | Margherita | Margherita | Margherita | VINC | NOM  | PERD | PERD | PERD | VINC | VINC | PERD | PERD | ELIM |      |      |      |      |           |           |  |  |  |  |  |  |  |
| 9  |          | Monica     | Monica     | Monica     | VINC | PERD | PERD | PERD | PERD | VINC | PERD | ELIM |      |      |      |      |      |      |           |           |  |  |  |  |  |  |  |
| 10 |          | André      | André      | André      | PERD | NOM  | VINC | PERD | VINC | ELIM |      |      |      |      |      |      |      |      |           |           |  |  |  |  |  |  |  |
| 11 |          | Luiz       | Luiz       | Luiz       | PERD | PERD | VINC | NOM  | VINC | ELIM |      |      |      |      |      |      |      |      |           |           |  |  |  |  |  |  |  |
| 12 | Federica | Federica   | Federica   | Federica   | VINC | NOM  | PERD | PERD | ELIM |      |      |      |      |      |      |      |      |      |           |           |  |  |  |  |  |  |  |
| 13 | Marta    | Marta      | Marta      | Marta      | VINC | PERD | PERD | ELIM |      |      |      |      |      |      |      |      |      |      |           |           |  |  |  |  |  |  |  |
| 14 | Ivan     | Ivan       | Ivan       | Ivan       | PERD | ELIM |      |      |      |      |      |      |      |      |      |      |      |      |           |           |  |  |  |  |  |  |  |

     Concorrente eliminato dopo un duello
     Concorrente eliminato dopo una prova individuale
     Concorrente eliminato dopo un servizio senza affrontare il duello
     Concorrente ritirato dalla gara
     Concorrente congedato dal servizio, affronta il duello e si salva
     Concorrente nominato tra i peggiori del servizio ma non deve affrontare il duello
     Concorrente nominato peggiore del servizio ma salvato da Cracco
     Concorrente peggiore della prova individuale che non prenderà parte al servizio
     Concorrente peggiore del servizio affronta il duello e si salva
     Concorrente vincitore della competizione
     Concorrente secondo finalista della competizione

## Dettaglio delle puntate

### Prima Puntata
Data: 3 ottobre 2017
La puntata si apre con la presentazione dei nuovi 14 cuochi nell'intento di firmare il loro contratto per lavorare all'interno delle Cucine di Hell's Kitchen. La prima prova a punti prevede che ogni componente delle due brigate debba preparare un piatto che rappresentasse la sua personalità. La manche viene vinta 10 a 1 per la squadra rossa, quella delle ragazze. L'unico dei maschi che è riuscito ad ottenere il punto è Lorenzo. Successivamente, i ragazzi che hanno perso la gara si ritroveranno nuovamente a giocarsi individualmente la possibilità di rimanere all'interno delle Cucine, preparando dei piatti con un ingrediente principale, il pomodoro. Ivan è il cuoco che non è riuscito a superare la gara, per questo non ha potuto partecipare durante il primo servizio.
L'inaugurazione del nuovo Ristorante di Hell's Kitchen mette alla prova nuovamente le due brigate, ma la squadra blu viene cacciata per i vari errori commessi, stessa sorte tocca alla squadra rossa che ha fatto scappare lo chef table. Andrè viene reputato come il peggiore del primo servizio e quindi viene mandato a duello con Ivan, colui che ha perso la prima manche della puntata. I due ragazzi hanno dovuto preparare una pasta al burro. La sfida viene vinta da Andrè e di conseguenza Ivan ha dovuto abbandonare le Cucine di Hell's Kitchen.

### Seconda Puntata
Data: 10 ottobre 2017
Dopo il disastro del primo servizio, Chef Cracco decide di mettere alla prova le due brigata con una prova a squadre, per creare "il meccanismo perfetto". Attraverso un dado a più facce, dove ad ogni faccia corrisponde una lettera, gli aspiranti chef han dovuto lanciare il dado e ad ogni lettera estratta il soggetto ha dovuto dire un ingrediente (ad esempio: A=Anatra) e con tutti gli ingredienti che son stati citati, le due brigate han dovuto formare un piatto. La squadra vincitrice è quella blu. Successivamente, dunque, la squadra rossa, composta dalle donne, ha dovuto subire la cosiddetta "prova individuale", dove ogni aspirante chef ha dovuto preparare un piatto da consegnare a Chef Cracco, che assieme ai sous chef Sybil e Mirko, han decretato il piatto meno buono. A perdere questa manche è Monica, che dunque non è stata ammessa al secondo servizio.
Il secondo servizio di Hell's Kitchen, ha un graditissimo ospite, ovvero l'allenatore di calcio Fabio Capello. Anche in questo caso la squadra vincitrice è quella blu, dunque, viene fatto il nome di Marta, ritenuta come il peggior componente durante il servizio della squadra rossa, che ha dovuto sostenere il duello con la perdente della prima manche. Al duello, le due aspiranti chef han dovuto preparare un omelette perfetta. La sfida viene vinta da Monica, di conseguenza Marta ha dovuto abbandonare le Cucine di Hell's Kitchen.

### Terza Puntata
Data: 17 ottobre 2017
La puntata si apre con Chef Cracco che ha prepara un piatto davanti a due cuochi per squadra, però la complicazione arriva quando viene comunicato che non potranno entrambi guardare lo Chef all'opera, ma solamente uno potrà osservare la realizzazione del piatto, l'altro può solamente ascoltare. Tutti gli altri componenti della squadra, devono cucinare a turno seguendo le indicazioni di chi ha potuto assistere alla preparazione dello Chef. Sono stati scelti per la squadra rossa: Monica (non vede), Margherita (non sente, ma vede); mentre per la squadra blu: Andrea D. (non sente, ma vede), Andrea A. (non vede). Il piatto in questione è la "Faraona" secondo una ricetta francese. La squadra vincente è quella della brigata blu. La prova individuale viene dunque attribuita alla brigata rossa dove, singolarmente dovranno vedersela con il prodotto Panterrone (una rivisitazione del Panettone). A perdere la gara è stata Federica, che a causa dei suoi numerosi errori ha dovuto lasciare le Cucine.
Il terzo servizio di Hell's Kitchen apre con un cambio di squadra per due concorrenti, Andrea C. lascia la squadra blu e passa a quella rossa, viceversa Margherita. Questo servizio ha un graditissimo ospite, direttamente dalla fiction Gomorra - La serie c'è Fortunato Cerlino, ovvero Pietro Savastano, che aggiunge al menu delle Cucine due nuovi piatti: la pizza fritta ripiena e gli scialatielli napoletani. La squadra peggiore è stata quella blu, che han dovuto dare 3 nomi a Chef Cracco, per decretare i peggiori del servizio, e sono: Lorenzo, Luiz ed Andrea A.
Al duello si son dovuti scontrare Luiz ed Andrea A. con una prova tecnica: ovvero, preparare un piatto di cappelletti ripieni. A perdere la gara è stato Luiz, che ha dovuto lasciare le Cucine di Hell's Kitchen, ma a sorpresa ha dovuto lasciare le Cucine di Hell's Kitchen anche Andrea A. per i tanti errori commessi negli scorsi servizi.

### Quarta Puntata
Data: 24 ottobre 2017
La puntata si apre con l'arrivo del duo femminile proveniente dalla Sesta Edizione di X Factor, ovvero le Donatella, le quali han dovuto preparare un piatto con come ingrediente principale "l'aragosta". Le ragazze, in completa autonomia all'interno delle cucine, con l'aiuto vocale dei componenti della squadra di riferimento, sono riuscite a portare a termine la missione. La squadra vincente è quella blu. Come sempre, dopo la prima prova, la squadra perdente (in questo caso, quella rossa) ha dovuto prender parte alla sfida individuale. I concorrenti han dovuto però, per prima cosa, sostenere una prova, ovvero: inserire una mano all'interno di un box e provare a capire di che ingrediente si trattasse. Con gli ingredienti indovinati, hanno potuto creare un piatto. Alla fine, quello ritenuto peggiore è stato il piatto di Enza. Prima di lei, nel "cerchio del peggiore" vi era Monica, ritenuta come "pecora nera" della squadra rossa e per tanto Andrea, della stessa sua squadra e Margherita dell'altra squadra, non hanno accolto bene questa notizia ed infatti all'interno del Loft si accende una grande sfuriata, dove ha dovuto intervenire la sous chef Sybil.
Il quarto servizio, si apre con l'assegnazione dei compiti in maniera singolare: ogni componente delle due brigate si è dovuto presentare al cospetto dello Chef Cracco per scoprire la propria mansione legata al servizio. A fine servizio, le due squadre non hanno soddisfatto lo Chef Cracco, che pertanto ha deciso di far nominare un componente per squadra da portare al duello con Enza. I nomi son stati quelli di Monica, squadra rossa e Mohamed per la squadra blu. Tra i due concorrenti, Monica ha dovuto lasciare definitivamente le Cucine, perché ritenuta debole per sostenere il programma. Mohamed invece, non viene ritenuto dallo Chef come il peggiore del servizio, ma chiama al suo posto Tommaso, il quale durante il servizio ha mostrato un carattere molto prepotente e non consono alle Cucine.
Al duello si son dovuti scontrare Tommaso ed Enza, con una prova che ha visto al centro, come ingrediente principale l'animella di maiale. I due cuochi son stati salvati entrambi.

### Quinta Puntata
Data: 31 ottobre 2017
La nuova puntata si apre con le due brigate alle prese con la preparazione di 4 piatti di varie culture religiose: Musulmana, Ebraica, Induista e Hare Krishna; ognuna rappresentata da un cuoco della religione.
I concorrenti della squadra rossa, quella vincitrice dello scorso servizio, scelgono un piatto ciascuno ed anche la persona della brigata blu da sfidare preparando lo stesso piatto.
Per ogni piatto assaggiato, lo chef della religione e Chef Cracco, assegnano un punteggio che viene accumulato a fine prova.
Vince la squadra rossa con 31 punti, mentre l'altra brigata resta ferma a 26; per loro dunque aspetta la prova individuale.
Ogni concorrente ha due ingredienti "combinati" per creare un piatto, ma c'è un terzo ingrediente che viene scelto tra 4 proposte: rabarbaro, chorizo, salsa di soia e chicchi di caffè.
In 40 minuti i cuochi devono confezionare un piatto, con gli "ingredienti perfetti" facendo esaltare però il terzo ingrediente.
A perdere la prova individuale è Margherita.
Il servizio si apre con una novità: il menù dovrà essere inventato dalle brigate ma in base alla tradizione asiatica ma Fusion. Nelle Cucine di Hell's Kitchen ad aiutare lo Chef Cracco arriva il maestro del Fusion, ovvero lo Chef Wicky Priyan.
La squadra vincitrice è stata quella Rossa, quindi ora i blu dovranno dare allo Chef Cracco un nome del concorrente da mandare al duello con Margherita.
Al duello finisce Lorenzo.
Il piatto del Duello è il Risotto, che dovrà unire "sapori inaspettati".  A seguito della prova, a dover abbandonare le Cucine è stata Margherita.

### Sesta Puntata
Data: 8 novembre 2017
Un super ospite, direttamente da X Factor, che "sveglia" le due brigate. Al piano, suona Manuel Agnelli che sarà il protagonista della prima prova a squadre. I componenti delle due brigate devono ascoltare i brani suonati da Manuel, indovinare i generi musicali dei pezzi e poi ogni squadra deve creare due piatti ispirandosi a quei tipi di musica. Il piatti vincenti, son quelli della squadra blu.
La brigata rossa, prende parte ad una "spietata" prova individuale, perché il peggiore deve lasciare direttamente le Cucine di Hell's Kitchen. In quaranta minuti, i cuochi hanno preparato tre tipi di amuse bouche con: fegatini, scampi ed una con la ricotta. A perdere è stata Enza.
Per la prima volta nella storia di Hell's Kitchen Italia, le due brigate hanno sostenuto una prova a squadre in esterna, presso Villa Margon, in Trentino, dove ad attenderli c'è lo Chef Alfio Ghezzi, che mostra i sei piatti alle due brigate, ovvero tre a squadra, che devono preparare nel corso del servizio.
Alla fine del servizio, non c'è stata la proclamazione della squadra vincente, ma i componenti delle due brigate hanno ricevuto singolarmente la giacca nera. Tutti, tranne due, che si son dovuti scontrare al duello finale, questi sono: Erika e Natascha, dove l'ingrediente principale è stato il midollo.
A perdere al duello è stata Natascha, che ha abbandonato le Cucine di Hell's Kitchen.

### Settima Puntata - Semifinale
Data: 14 novembre 2017
Dopo aver conquistato la famigerata Giacca Nera, i concorrenti rimasti in questa prima parte di puntata hanno avuto a che fare con degli ingredienti che hanno un particolare legame con dei concorrenti della terza edizione di Hell's Kitchen. Infatti, per l'occasione, son tornati cinque concorrenti di quell'edizione ed ogni concorrente attuale, ha dovuto preparare un piatto con degli ingredienti che han segnato il percorso del vecchio concorrente. Son stati solamente due i piatti vincenti, quelli di Erika e Tommaso. Gli altri concorrenti, hanno dovuto sostenere una prova definita come "spietata". 3 ingredienti, 3 metodi di cottura e 3 tempi di cottura, ognuno dei concorrenti ha potuto scegliere in ordine casuale: gli ingredienti, il metodo di cottura ed il tempo da affidare a se stesso e poi agli altri due concorrenti rimasti. A perdere questa gara è stato Andrea.
Il penultimo servizio si apre con l'arrivo di Carlotta, la vincitrice in carica di Hell's Kitchen, inserire nel menù un piatto ideato dalla ragazza e in questo servizio, i concorrenti dovranno gestire il pass a rotazione. A servizio non ancora iniziato, però, Lorenzo si è sentito molto male, avvertendo un dolore forte all'altezza del cuore e dunque è stato trasportato in ospedale per ulteriori accertamenti. Ciò ha comportato, dunque, ulteriore pressione per l'inizio del servizio e pertanto lo Chef Carlo Cracco e la Chef Carlotta, entrano a dar una mano alla brigata.
A causa del malore accusato durante il servizio, Lorenzo deve abbandonare volontariamente la gara verso la vittoria.
Alla fine del servizio, Tommaso ed Erika sono risultati i migliori e di conseguenza son stati ammessi direttamente alla finale. Mentre Mohamed ed Andrea si son dovuti scontrare al duello finale. A perdere, è stato Andrea.

### Ottava Puntata - Finale
Data: 21 novembre 2017
La puntata si apre con un "triello" tra i concorrenti rimasti con tematica una "pasta gourmet", con il giudizio di Eleonora Cozzella. A vincere la gara è stato Mohamed, che dunque ha avuto la giacca da executive chef. I due concorrenti rimasti, Erika e Tommaso devono scontrarsi ad un duello dove come ingrediente principale c'è stato il loro "ingrediente preferito", quello che hanno scelto durante la prima puntata. Per lei, è lo zenzero mentre per lui son state le triglie. A vincere il duello è stata Erika, che dunque si sfiderà alla finale con Mohamed.
Il servizio finale han previsto che i due aspiranti executive chef han creato un menù a testa con 2 antipasti, 2 primi, 2 secondi ed 1 dessert., inoltre, han dovuto formare una brigata a testa, formata dagli ex concorrenti di questa edizione. Tra gli ospiti del servizio ci sono Manuel Agnelli e Le Donatella, che son già stati protagonisti di alcune puntate dell'edizione.
A vincere, è stato Mohamed.

## Ascolti
| Puntata              | Messa in onda    | Sky Uno        | Sky Uno |
| Puntata              | Messa in onda    | Telespettatori | Share   |
| -------------------- | ---------------- | -------------- | ------- |
| Prima                | 3 ottobre 2017   | 407.000        | 1,60%   |
| Seconda              | 10 ottobre 2017  | 269.000        | 1,20%   |
| Terza                | 17 ottobre 2017  | 297.000        | 1,10%   |
| Quarta               | 24 ottobre 2017  | 398.000        | 1,10%   |
| Quinta               | 31 ottobre 2017  | N/C            | N/C     |
| Sesta                | 8 novembre 2017  | 531.000        | 1,34%   |
| Settima - Semifinale | 14 novembre 2017 | 495.000        | 1,38%   |
| Ottava - Finale      | 21 novembre 2017 | 518.000        | 1,40%   |